# Ricardo Gasset Alzugaray
Ricardo Gasset y Alzugaray (Madrid, 1894 - Madrid, 22 de juliol del 1966) fou un advocat i polític gallec, fill de Rafael Gasset Chinchilla. Milità inicialment al Partit Liberal, amb el qual fou elegit diputat pel districte d'Almagro (província de Ciudad Real) a les eleccions generals espanyoles de 1916 de Noia (província de la Corunya) a les eleccions generals espanyoles de 1918, 1919, 1920 i 1923, com a liberal agrari del grup del seu pare. Durant un temps també va dirigir el diari El Imparcial. Es posà de part de la Segona República Espanyola i milità al Partit Republicà Radical, alhora que fou nomenat governador civil de la Corunya el 1933. El 1934 ingressà a la Unió Republicana, amb la qual fou elegit diputat per la província de Lugo a les eleccions generals espanyoles de 1936. L'esclat de la guerra civil espanyola el va sorprendre a Galícia, però va aconseguir escapar i s'exilià a França uns anys.